# Atlas de l'anglais d'Amérique du Nord
L’Atlas de l’anglais d’Amérique du Nord (Atlas of North American English en anglais, ANAE en sigle) est un atlas linguistique développée par William Labov, Sharon Ash et Charles Boberg, ainsi que Maciej Baranowski et Janet Barrow.